# Culex furlongi
Culex furlongi är en tvåvingeart som beskrevs av Someren 1954. Culex furlongi ingår i släktet Culex och familjen stickmyggor.
Artens utbredningsområde är Kenya. Inga underarter finns listade i Catalogue of Life.